# Maktab Tarighat Oveyssi Shahmaghsoudi
Maktab Tarighat Oveyssi Shahmaghsoudi (auch: M.T.O. Shahmaghsoudi) ist eine Schule des islamischen Sufismus, einer Teilströmung der islamischen Mystik. Sie ist eine internationale und gemeinnützige Organisation mit Zentren in vielen westlichen Ländern. In Deutschland gibt es M.T.O.-Zentren in Düsseldorf, Frankfurt am Main, Hamburg und Hannover. Im Jahr 2022 wurde M.T.O. in NRW als Körperschaft des öffentlichen Rechts anerkannt.

## Ziele
Ziel von Maktab Tarighat Oveyssi Shahmaghsoudi ist es, die Grundsätze und die Praxis des Sufismus zu lehren und der Öffentlichkeit zugänglich zu machen. Der Sufismus nach der Lehre des gegenwärtigen Sufi-Meisters Hazrat Salaheddin Ali Nader Angha ist eine Methode, welche dem Menschen den Weg zeigen will, „seine eigene Realität zu entdecken, so dass er die Wahrheit über sein Wesen kennenlernen und in Harmonie und Frieden mit sich selbst und mit anderen leben“ könne.

## Geschichte
Maktab Tarighat Oveyssi Shahmaghsoudi reicht – nach eigenen Angaben – über eine Kette von Sufi-Meistern zurück zum Propheten Mohammed, zu Ali (dem ersten Imam der Shi’a) und zu Uwais al-Qaranī. Uwais (Oveys), der zu Lebzeiten des Propheten Mohammed im Jemen lebte und diesem nicht begegnete, habe die Lehren des Islam innerlich im Herzen erhalten und danach gelebt.
Kurz vor seinem Versterben habe der heilige Prophet seinem Schüler Umar (dem zweiten Kalifen) und Ali die Anweisung gegeben, seinen Umhang zu Uwais zu bringen. Der heilige Umhang wurde über viele Generationen hinweg weitergereicht und gelangte darüber zu anderen erleuchteten Lehrern.
Die überwiegende Zahl der Meister (Pir) der Maktab Tarighat Oveyssi Shahmaghsoudi stammte aus Persien, wo sie in ihrer Zeit jeweils nur eine Handvoll sorgfältig ausgesuchter Schüler unterrichteten. In den 1970er Jahren entschied sich der damalige Pir Molana Shahmaghsoud Sadegh Angha (41. Sufi-Meister), die Schule für all diejenigen zu öffnen, die sich danach sehnen zu lernen. Unter seiner Leitung begann die Lehre in den USA.
Am 4. September 1970 wurde Molana Salaheddin Ali Nader Angha (Prof. Nader Angha), bekannt unter dem Namen Hazrat Pir, durch Molana Shahmaghsoud Sadegh Angha in einer öffentlichen Zeremonie zum Oberhaupt der Schule ernannt. An jenem Tag wurde ihm der heilige Umhang der Führung von seinem Meister Hazrat Shah Maghsoud Sadegh Angha überreicht. Pir Nader Angha setzte die Lehre in den USA fort. Unter seiner Anleitung wuchs die Schule rasch.